# グアイカイプロ市
グアイカイプロ市（グアイカイプロし、スペイン語 Municipio Guaicaipuro）は、ベネズエラのミランダ州にある市である。市庁所在地はロス・テケスで、ミランダ州の州都もそこに所在する。面積661km²、2001年調査による人口は22万2,768人。

## 地理
ミランダ州西部のロス・アルトス（高地）地方の主要部を占める。市域の南部をトゥイ川が西から東に流れる。北部にはもっと小さなサン・ペドロ川が西から流れてロス・テケスで盆地を作り、北にカラカス方面に去る。このサン・ペドロ川の峡谷にそって2006年にロステケス鉄道が敷かれ、カラカスへの通勤の足になっている。また、サン・ペドロ川上流の北西部は、マカラオ国立公園の一部である。
市の名前は、16世紀にこの地域にいたインディオの指導者グアイカイプロに由来する。
- 川 - トゥイ川、サン・ペドロ川、グアヤス沢、マイラナ沢、パロネグロ沢、グアレ川、メシア川、チャラジャベ沢

### 構成する区と中心となる町
7区。
- アルタグラシア・デ・ラ・モンターニャ区 - アルタグラシア・デ・ラ・モンターニャ
- エル・ハリージョ区 - エル・ハリージョ
- サン・ペドロ区 - サン・ペドロ
- セシリオ・アコスタ区 - サン・ディエゴ
- タカタ区 - タカタ
- パラコトス区 - パラコトス
- ロス・テケス区 - ロス・テケス

### 隣接する市
- ミランダ州 - ウルダネタ市、エルアティジョ市、カリサル市、クリストバルロハス市、バルタ市、ロスサリアス市
- アラグア州